# رولف ك. نيلسون
رولف ك. نيلسون (بالسويدية: Rolf K. Nilsson)‏ هو مدون وصحفي وسياسي سويدي، ولد في 27 مارس 1956 في السويد. حزبياً، نشط في حزب التجمع المعتدل. وقد انتخب عضو البرلمان السويدي ‏.